# Stanisław Doborzyński
Stanisław Doborzyński (ur. 1865 w Lublinie, zm. 18 czerwca 1922 tamże) – polski inżynier-technolog górnictwa.
Po ukończeniu gimnazjum męskiego w rodzinnym mieście wyjechał do Warszawy, gdzie kontynuował naukę w szkole realnej. Następnie udał się do Petersburga, gdzie studiował w Instytucie Górniczym, dyplom ukończenia otrzymał w 1889. Pracę zawodową rozpoczął od dozorcy kopalnianego w kopalni "Saturn" w Czeladzi, następnie był sztygarem w kopalni "Joanna" w Porębie. Pracował jako mechanik i zawiadowca w kopalni "Strzyżowice" w Strzyżowicach, "Maria" w Grodźcu oraz "Wiktoria" w Milowicach. Następnie został inżynierem górniczym gwarectwa węglowego "Hrabia Renard". W 1897 brał udział w konkursie na kierującego katedrą górnictwa w Szkole Politechnicznej we Lwowie, niestety przegrał go z Leonem Syroczyńskim. W 1902 został wykładowcą w Szkole Górniczej w Dąbrowie Górniczej, nauczał mineralogii. Wkrótce wyjechał na Syberię, gdzie Czeremchowie zorganizował od podstaw kopalnię węgla, a następnie pełnił funkcję dyrektora. Po wybuchu wojny rosyjsko-japońskiej wrócił do Lublina, został redaktorem czasopisma "Ziemia Lubelska" i uczestniczył w życiu miasta. W 1908 wyjechał ponownie na Syberię, gdzie uczestniczył w poszukiwaniach rud manganowych, równocześnie wykładał górnictwo w tomskim Instytucie Technologicznym. Brał udział w konspiracyjnej pomocy rodakom, zorganizował Komitet Polaków-Emigrantów, który pomagał zesłańcom na Syberię drogą przez Japonię wracać do ojczyzny. Zadenuncjowany został skazany na szesnaście miesięcy aresztu i zakaz powrotu do Królestwa Polskiego. Zamieszkał w Jekaterynosławiu, gdzie wykładał mechanikę górniczą w Wyższej Szkole Górniczej. Uzyskawszy zezwolenie na powrót do wolnej Polski otrzymał propozycję objęcia katedry w krakowskiej Akademii Górniczej, podczas podróży zaraził się tyfusem plamistym i zmarł, Spoczywa w Lublinie.